# Neptis matsumurai
Neptis matsumurai är en fjärilsart som beskrevs av Shirôzu 1960. Neptis matsumurai ingår i släktet Neptis och familjen praktfjärilar. Inga underarter finns listade i Catalogue of Life.